# Ant-Man and the Wasp
Ant-Man and the Wasp ist ein US-amerikanischer Science-Fiction-Actionfilm rund um die Marvel-Figur Ant-Man von Peyton Reed und eine Fortsetzung des Films Ant-Man (2015). Es ist der 20. Film im Marvel Cinematic Universe (MCU) und Teil der „Dritten Phase“. Der Film kam am 6. Juli 2018 in die US-amerikanischen und am 26. Juli 2018 in die deutschen Kinos. Im Februar 2023 kam die Fortsetzung Ant-Man and the Wasp: Quantumania in die deutschen Kinos.

## Handlung
Nachdem es Scott Lang einst geschafft hat, den subatomaren Raum wieder zu verlassen, tüfteln Hank Pym und seine Tochter Hope van Dyne an einem „Tunnel“, einem Weg, wie man diesen Raum betreten und wieder verlassen kann. Beide glauben, dass Hanks im subatomaren Raum verschollene Frau Janet noch am Leben ist und wollen diese zurückholen.
Scott konnte derweil nach den Geschehnissen in Deutschland mit den Regierungen aushandeln, dass er als Strafe nur zwei Jahre unter Hausarrest stehen muss, um so seine Tochter Cassie regelmäßig sehen zu können. Als er mit dieser zusammen in seinem Haus in San Francisco über eine selbstgebaute Konstruktion in den Garten rutscht, bricht er mit seiner Fußfessel durch den Zaun. Durch den dadurch ausgelösten Alarm wird das FBI unter der Leitung von Jimmy Woo zu seinem Haus gerufen, woraufhin sie dieses durchsuchen, um sicherzustellen, dass Scott keinen Kontakt zu Hank oder Hope hat. Als Scott später ein Bad nimmt, hat er eine Vision von Janet, die mit der jungen Hope spielt. Daraufhin ruft er Hank an, um diesem von seinen Erlebnissen zu erzählen. Kurze Zeit später wird er von einer Ameise gestochen und bewusstlos.
Als Scott wieder erwacht, wird er von Hope gerade zu Hanks neuem Labor gebracht. Beide erweisen sich Scott gegenüber als ziemlich ablehnend, da sie mit dessen Handlungen in Deutschland nicht einverstanden waren. Da er Hanks Anzug (unerlaubt) verwendete, sucht das FBI nach den beiden. Hank offenbart Scott, dass sie dessen Vision von Janet als Zeichen dafür sehen, dass diese noch am Leben und im subatomaren Raum gefangen ist. Aus diesem Grund wollen sie den „Tunnel“ stabiler machen, wofür sie ein Bauteil vom Schwarzmarkthändler Sonny Burch kaufen müssen. Burch ist allerdings nur daran interessiert, mit Hank und Hope ertragreiche Geschäfte zu machen und macht einen Verkauf davon abhängig. Sie willigt nicht ein, weshalb Burch das Bauteil sowie ihr Geld behält. Daraufhin kämpft Hope mit ihrem „Wasp“-Kostüm, das im Gegensatz zu Ant-Mans Anzug auch Flügel und Waffen hat. Wasp kann einen Großteil der Gefolgsleute von Burch ausschalten, wird aber von der plötzlich auftauchenden „Ghost“ daran gehindert, das Bauteil mitzunehmen. Als Ant-Man dazukommt und Wasp im Kampf gegen Ghost unterstützt, verschwindet diese und nimmt Hanks geschrumpftes Labor samt dem „Tunnel“ sowie das Bauteil mit.
Um das Labor wiederzubekommen, besuchen die drei Hanks alten Kollegen Dr. Bill Foster, der mittlerweile an einer Hochschule unterrichtet. Dr. Foster hilft ihnen, Hanks geschrumpftes Labor ausfindig zu machen, woraufhin sich die drei zum Zuhause von Ghost begeben. Beim Versuch das Labor mitzunehmen, werden sie von Ghost überwältigt und gefangen genommen. Dort stellt sich heraus, dass Dr. Foster ein Verbündeter von Ghost ist. Diese offenbart sich als Ava Starr, die Tochter eines ehemaligen Kollegen von Hank, den dieser aus der Firma werfen ließ. Daraufhin forschte Avas Vater alleine weiter, wurde aber zusammen mit seiner Frau bei einem Unfall während seiner Forschung getötet. Ava, die die einzige Überlebende war, bekam durch die austretenden Kräfte die unkontrollierbare Fähigkeit, gleichzeitig in verschiedenen Phasen zu sein und dadurch unsichtbar zu werden oder durch Objekte laufen zu können. Dr. Foster half Ava einst und möchte sie nun von ihren durch ihre Fähigkeit verursachten Schmerzen befreien. Dafür möchten sie die Quantenenergie von Janet extrahieren. Da Hank weiß, dass dies Janet töten könnte, simuliert er einen Herzinfarkt und bringt Dr. Foster so dazu, eine Dose mit geschrumpften Ameisen zu öffnen. Diese vergrößern sich und befreien Scott, Hope und Hank, woraufhin die drei mitsamt dem Labor und dem Bauteil fliehen können.
In der Zwischenzeit hat Burch von Scotts Geschäftspartnern Luis, Dave und Kurt, die eine erfolglose Security-Firma betreiben, mit Hilfe eines Wahrheitsserums den Aufenthaltsort der drei Flüchtigen herausbekommen, woraufhin er diese Information dem FBI mitteilt. Scott, Hope und Hank, die mittlerweile einen stabilen „Tunnel“ gebaut haben und durch einen Kontakt zu Janet deren Aufenthaltsort ermitteln konnten, werden von Luis vor dem FBI gewarnt. Während Scott noch rechtzeitig bei sich zu Hause sein und somit seine Abwesenheit vor Agent Woo verheimlichen konnte, werden Hope und Hank vom FBI gefangen genommen. Dabei gelingt es Ghost, Hanks Labor ein erneutes Mal zu stehlen.
Nachdem Scott Hope und Hank aus dem Verhörraum befreien kann, kommt es zum Kampf zwischen Ghost und den dreien, wobei diese auch Unterstützung von Luis erhalten. Bei der Verfolgungsjagd fällt das Labor Burch in die Hände, der damit auf eine Fähre flüchtet, allerdings von Scott, der nun zu „Giant-Man“ wird, gestoppt wird. Hank kann mit einem selbst gebauten Flugkörper durch den „Tunnel“ in den subatomaren Raum eintreten und von dort seine Frau Janet zurückholen. Mit Hilfe ihrer Energie schafft es Janet, Ghost zu heilen und von ihren Schmerzen zu befreien. Dr. Foster erklärt sich später dazu bereit, sich um Ava zu kümmern. Dave und Kurt konnten unterdessen Burch und dessen Leute festnehmen und mit Hilfe des Wahrheitsserums diese ihre Taten vor der Polizei gestehen lassen, was das Ansehen ihrer Firma deutlich steigert. Nachdem Agent Woo den Hausarrest von Scott, der nun wieder mit Hope zusammen ist, beendet hat, kann dieser Cassie wieder zu Hause besuchen.
In der Mid-Credit-Szene begibt sich Scott in den subatomaren Raum, um von dort Quantenenergie für Ghost zu holen. Als er Hope, Hank und Janet bittet, ihn wieder rauszuholen, bekommt er keine Antwort, da die drei durch das Fingerschnippen von Thanos zu Staub zerfallen sind und Scott somit festsitzt. Nach dem Abspann sieht man die Nachwirkungen des Schnippens in der Stadt, und wie eine der riesigen Ameisen in Scotts Zuhause Schlagzeug spielt.

## Produktion

### Produktionsgeschichte

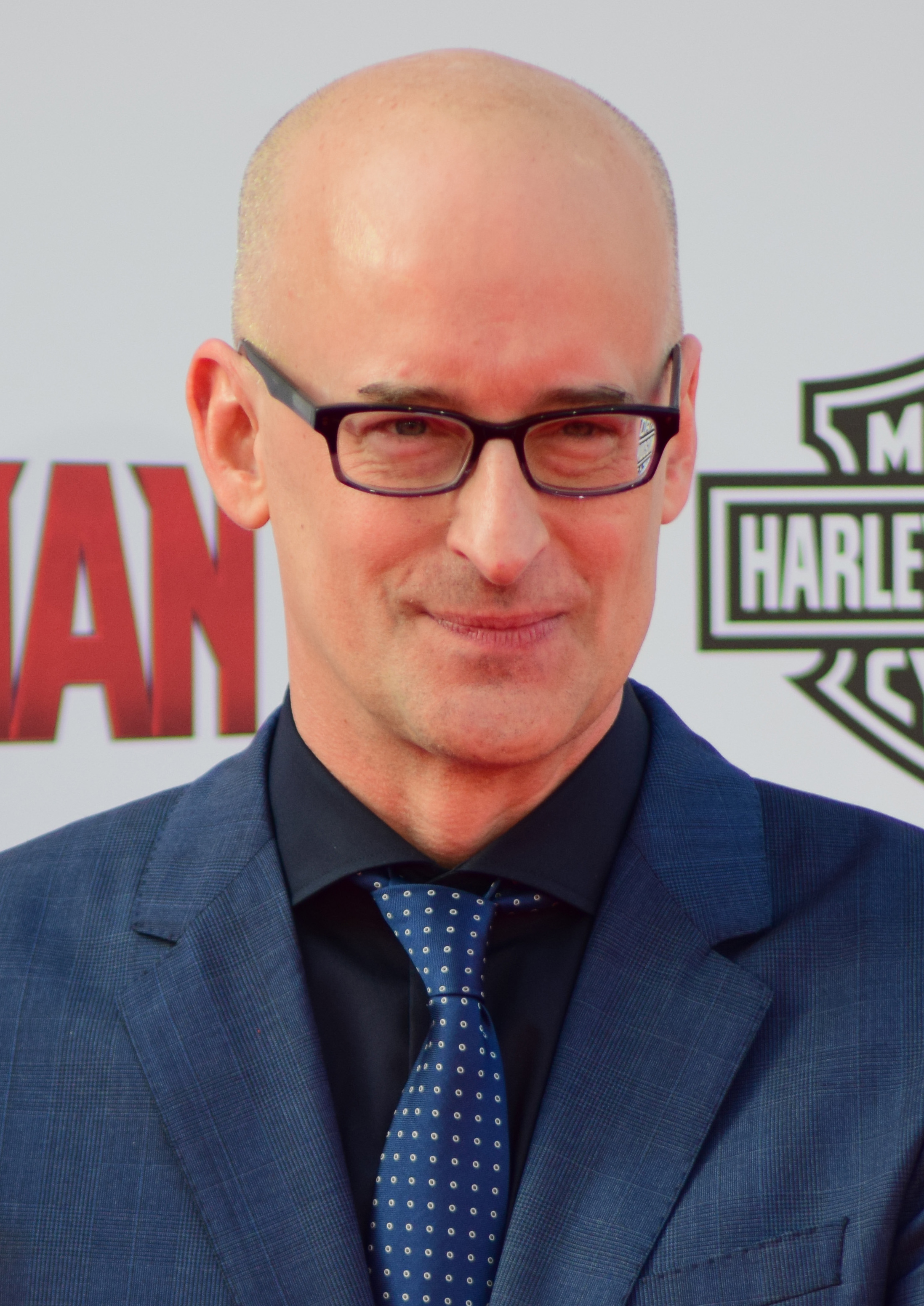
Peyton Reed bei der Premiere von Ant-Man

Kevin Feige, der Produzent des Films Ant-Man, bestätigte nach dessen Premiere im Juli 2015, dass das Studio „eine supercoole Idee für einen nächsten Ant-Man-Film“ habe und sie einen Weg finden würden, diesen zu realisieren, falls das Publikum das möchte. Der Regisseur Peyton Reed erwähnte Gespräche über ein mögliches eigenständiges Abenteuer mit Hank Pym als Ant-Man, was nach Eric Eisenberg von Cinema Blend eine gute Möglichkeit eröffnen würde, die Marvel-Kurzfilm-Reihe wiederzubeleben. Nach dem großen weltweiten Erfolg des Films Ant-Man gab Walt Disney Pictures im Oktober 2015 offiziell eine Fortsetzung mit dem Titel Ant-Man and the Wasp bekannt.
Bis Ende November 2015 hatte Ant-Man weltweit über 518 Millionen US-Dollar eingespielt und avancierte hierdurch zu einem der erfolgreichsten Filme des Jahres 2015.
Im Film trägt Hope van Dyne einen von ihrem Vater entwickelten neuen und verbesserten Anzug von stromlinienförmiger Ästhetik, der mit Flügeln und Blastern versehen ist. Im März 2018 erklärten die Regisseure Anthony und Joe Russo, dass der Film eng mit der Handlung von Avengers: Infinity War verbunden ist. Neben dem Schauspieler Paul Rudd waren Chris McKenna, Erik Sommers, Andrew Barrer und Gabriel Ferrari an den Arbeiten für das Drehbuch beteiligt.

### Besetzung und Filmmusik
Ende Juli 2015 erklärte auch der Schauspieler David Dastmalchian seine Bereitschaft, bei einer Fortsetzung wieder mitwirken zu wollen, der im ersten Ant-Man-Film als Kurt Ant-Man Scott Lang unterstützte. Paul Rudd übernahm ein weiteres Mal die Rolle von Scott Lang, der als Ant-Man unterwegs ist. Evangeline Lilly spielt Hope van Dyne, die als The Wasp die zweite Titelrolle übernahm. Michael Douglas spielt Hank Pym, Michael Peña übernahm die Rolle von Luis und Walton Goggins spielt Sonny Burch. Im Juli 2017 wurde im Rahmen der Comic-Con in San Diego bekannt, dass Laurence Fishburne und Michelle Pfeiffer zur Besetzung gehören. Die Catwoman-Darstellerin Pfeiffer spielt im Film als Janet van Dyne und auf subatomare Größe geschrumpfte beziehungsweise verschollene Frau von Hank Pym eine sehr zentrale Rolle. Fishburne stellt Dr. Bill Foster dar, der in den Comics sowohl mit Tony Stark als auch mit Hank Pym zusammenarbeitet. Zudem verkündete Marvel, dass die britische Schauspielerin Hannah John-Kamen die Rolle von Ghost erhalten hatte.
Die Filmmusik wurde von Christophe Beck komponiert. Der Soundtrack zum Film, der insgesamt 25 Musikstücke umfasst, wurde am 6. Juli 2018 von Hollywood Records und Marvel Music als Download veröffentlicht.

### Dreharbeiten und Veröffentlichung
Die Dreharbeiten zu Ant-Man and the Wasp begannen am 1. August 2017 in den Pinewood Atlanta Studios im US-Bundesstaat Georgia. Im September 2017 erfolgten weitere Aufnahmen in San Francisco. Anschließend drehte man im Oktober in Savannah und im November auf Hawaii, wo am 19. November 2017 die Dreharbeiten beendet wurden.
Der erste eineinhalbminütige Trailer wurde am 30. Januar 2018, knapp sechs Monate vor dem geplanten deutschen Kinostart, veröffentlicht. Am 1. Mai 2018 folgte ein zweiter Trailer auf Englisch, welcher am 15. Juni 2018 in einer leicht abgewandelten Form auf Deutsch erschien. Die Weltpremiere erfolgte am 25. Juni 2018 in Los Angeles. Der Film kam am 6. Juli 2018 in die US-amerikanischen und am 26. Juli 2018 in die deutschen Kinos. Am 24. August 2018 erfolgte der Kinostart in China.

## Rezeption

### Altersfreigabe
In den USA wurde der Film von der MPAA als PG-13 eingestuft. In Deutschland wurde er von der FSK ab 12 Jahren freigegeben, in Begleitung der Eltern jedoch bereits ab 6 Jahren erlaubt. In der Freigabebegründung heißt es: „Der Film ist mit genretypischen Mitteln, zahlreichen Actionszenen, aber auch humoristischen Elementen erzählt, die immer wieder für Entlastung sorgen. So können zwar Kinder unter 12 Jahren von einigen dramatischen und bedrohlichen Passagen in Kombination mit einer Fülle teils ambivalenter Figuren überfordert werden, doch 12-Jährige sind auf der Basis ihrer Medienerfahrung in der Lage, diese Aspekte in den Genrekontext einzuordnen. Die vielen comichaften, oft komischen Übertreibungen sowie die deutlich phantastischen Settings erleichtern dieser Altersgruppe die Distanzierung. Da der Film zudem positive Werte wie Freundschaft und Zusammenhalt betont, besteht für diese Altersgruppe kein Risiko einer Überforderung.“

### Kritiken
Unter den mehr als 425 bei Rotten Tomatoes aufgeführten Kritiken sind 87 Prozent eher positiv und vergeben durchschnittlich 7 der möglichen 10 Punkte. Auf Metacritic bekam er eine Metascore von 70 von 100 möglichen Punkten.
Philipp Schwarz von Spiegel Online erklärt, im Film sei das ansonsten so fixe und berechenbare System der Größenverhältnisse aus den Angeln gehoben worden, und diese leichtfüßige Umwälzung eines zentralen Gerüsts unserer Alltagswirklichkeit sei vor allem komisch: „Die schlagartige Miniaturisierung des eigentlich Großen und die schlagartige Expansion des eigentlich Kleinen – es sind zwei Seiten eines großen kosmischen Witzes, der sich auch durch zigfache Wiederholung nicht erschöpft.“
Daniel Krüger vom Musikexpress erklärt, im Gegensatz zum ersten Film werde nicht nur die veränderte Körpergröße der Helden für Actionszenen genutzt, nun schrumpften auch Gebäude, Salzstreuer und vor allem Autos, was in einer spektakulären Verfolgungsjagd gipfelt, um die letztendlich der gesamte Film geschrieben wurde. Vor und nach dieser Sequenz geschehe jedoch nichts Erinnerungswürdiges, Witze, Setpieces und Wissenschafts-Nonsens würden routiniert aus dem ersten Teil kopiert, so Krüger weiter. Mit Ant-Man and the Wasp seien die Ideen von Edgar Wright aufgebraucht, und Peyton Reed habe nur einen Abklatsch seines Films aus dem Jahr 2015 gedreht.
Steve Buchta vom PC Magazin meint, Reed habe die „Ant-Man“-Story sehr logisch weitererzählt und als turbulenten Spaß voller Ideen inszeniert, was insbesondere für den immer wieder abrupt erfolgenden Wechsel der Perspektive von groß zu klein und von winzig zu gigantisch gelte: „Das Spiel mit den Größen ist mal lustig, mal kurios, mal beeindruckend und dabei gerade auch in 3D immer toll anzusehen. Wie man es von einer Fortsetzung erhofft, schalten die Macher in allen Bereichen einen Gang nach oben, ohne aber die unbeschwerte Lockerheit zu verlieren, die den ersten Ant-Man ausgezeichnet hat.“ Die im ersten Teil etablierten Darsteller gingen erneut sichtlich in ihren Rollen auf, so Buchta weiter, und besonders Evangeline Lilly als Wasp profitiere vom Ausbau ihres Charakters. Aber auch die Neuzugänge, darunter Michelle Pfeiffer, fügten sich stimmig ins Ensemble ein, und generell seien es vor allem die starken weiblichen Figuren, die in Erinnerung blieben. Auch der Komponist Christophe Beck finde stets die richtigen Töne und tobe sich in den Action-Szenen so richtig aus, so Buchta und resümiert: „Wer den ersten Teil mochte, dürfte mit dem Sequel Ant-Man and the Wasp mehr als zufrieden sein. Da die Origin-Story wegfällt, gibt es sogar noch mehr Ant-Man in Aktion zu erleben.“
Neon-Zombie.net schrieb, der Film stelle zwar keinen Game-Changer dar, so wie es Thor: Ragnarok (2017) noch gewesen sei, er führe aber die Reihe konsequent weiter, baue die eigene Welt massiv aus und umarme die Comic-Wurzeln der Vorlage vollkommen.

### Einspielergebnis
In Nordamerika setzte sich Ant-Man and the Wasp an seinem Startwochenende mit einem Einspielergebnis von rund 76 Millionen US-Dollar an die Spitze der Kino-Charts, womit er fast 20 Millionen US-Dollar mehr als sein Vorgänger Ant-Man einspielen konnte. Die weltweiten Einnahmen belaufen sich bisher auf 622,67 Millionen US-Dollar, womit er sich auf Platz 11 der erfolgreichsten Filme des Jahres 2018 befindet. In Deutschland verzeichnet der Film 822.425 Besucher.

### Auszeichnungen
Anfang Dezember 2018 wurde bekannt, dass sich der Film in der Vorauswahl für die Oscarverleihung 2019 in der Kategorie Beste visuelle Effekte befindet.
Golden Trailer Awards 2019
- Nominierung für den Besten Home-Entertainment-Trailer eines Actionfilms
- Nominierung für den Besten Home-Entertainment-Trailer eines Fantasy-Abenteuerfilms
- Nominierung für das Beste Voiceover in einem TV-Spot
- Nominierung für den Besten TV-Spot eines Fantasy-Abenteuerfilms[32]

Hollywood Music in Media Awards 2018
- Nominierung für die Beste Filmmusik – Science-Fiction-/Fantasyfilm (Christophe Beck)[33]

Hollywood Professional Association Awards 2018
- Nominierung in der Kategorie Outstanding Sound – Feature Film (Katy Wood, Addison Teague, Juan Peralta und Tom Johnson)[34]

Screen Actors Guild Awards 2019
- Nominierung als Bestes Stuntensemble[35]

Teen Choice Awards 2019
- Nominierung als Choice Action Movie
- Nominierung als Choice Action Movie Actor (Paul Rudd)
- Nominierung als Choice Action Movie Actress (Evangeline Lilly)[36]

## Synchronisation
Die deutsche Synchronisation entstand nach einem Dialogbuch von Klaus Bickert unter der Dialogregie von Björn Schalla im Auftrag der FFS Film- & Fernseh-Synchron.
| Rolle                     | Darsteller         | Synchronsprecher      |
| ------------------------- | ------------------ | --------------------- |
| Ant-Man / Scott Lang      | Paul Rudd          | Markus Pfeiffer       |
| Hope van Dyne / Wasp      | Evangeline Lilly   | Alexandra Wilcke      |
| Dr. Henry Pym             | Michael Douglas    | Volker Brandt         |
| Luis                      | Michael Peña       | Nicola Devico Mamone  |
| Ava Starr / Ghost         | Hannah John-Kamen  | Runa Aléon            |
| Dr. Bill Foster / Goliath | Laurence Fishburne | Tom Vogt              |
| Sonny Burch               | Walton Goggins     | Michael Deffert       |
| Jimmy Woo                 | Randall Park       | Karlo Hackenberger    |
| Cassie Lang               | Abby Ryder Fortson | Marie Düe             |
| Janet van Dyne / Wasp     | Michelle Pfeiffer  | Andrea Aust           |
| Kurt                      | David Dastmalchian | Ricardo Richter       |
| Dave                      | T.I.               | Martin Kautz          |
| Paxton                    | Bobby Cannavale    | Tobias Kluckert       |
| Maggie Lang               | Judy Greer         | Bianca Krahl          |
| Uzman                     | Divian Ladwa       | Marius Clarén         |
| Anitolov                  | Goran Kostić       | Waléra Kanischtscheff |

## Wissenswertes
- Während der Verkleinerungsphase sieht Hank mehrere Bärtierchen.
- Bei der großen Autoverfolgungsjagd hat Ant-Man-Schöpfer Stan Lee seinen obligatorischen Cameo-Auftritt.
- Scott, Hope und Cassie sehen sich am Ende am Laptop den Schwarz-Weiß-Film Formicula mit Riesenameisen an.

## Fortsetzung
Anfang November 2019 berichtete der Hollywood Reporter, dass Peyton Reed als Regisseur für einen dritten Ant-Man-Film mit Paul Rudd unterschrieben habe, der den Titel Ant-Man and the Wasp: Quantumania trägt. Der Film kam Anfang Februar 2023 in die US-amerikanischen Kinos.